# Waldschutzgebiet Steinbachtal / Netzbachtal
Das Waldschutzgebiet Steinbachtal / Netzbachtal ist ein ehemaliges Naturschutzgebiet im Regionalverband Saarbrücken im Saarland.

## Bedeutung
Das rund 1011 ha große Gebiet war seit dem 19. April 2002 unter der Kennung NSG-084 als Naturschutzgebiet ausgewiesen. 2017 ging das Naturschutzgebiet in dem größeren NSG Saarkohlenwald auf.